# Konvergencia (matematika)

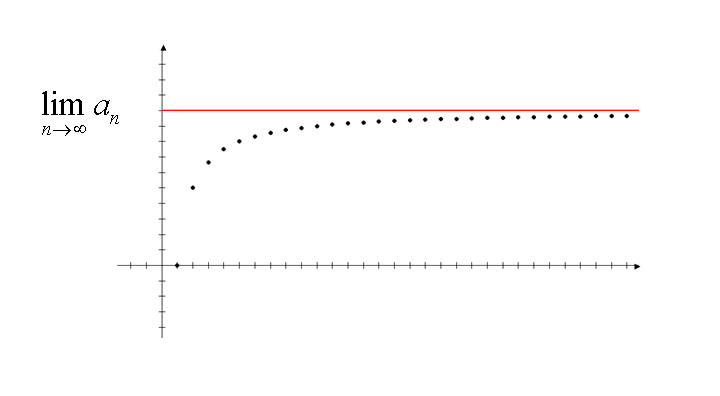
Monoton növekvő, felülről korlátos számsorozat, egy jellegzetes konvergens sorozat (10-(10/n))

A konvergencia a matematikai analízis régi, központi fogalma. Maga a szó latin elemekből épül fel: com- 'együtt' + vergere 'hajlít', tulajdonképpeni jelentése összehajlás, összetartás.
Elemek egy (an) sorozatának konvergenciáján lényegében azt értjük, hogy a sorozat tagjai egyre közelebb kerülnek egy értékhez, oly mértékben, hogy úgy tekintünk rájuk mintha az {\displaystyle n\to \infty } határesetben végtelen kis távolságra megközelítenék azt. A matematikai analízis egyik legfontosabb feladata, hogy a „végtelen közeli” kifejezésnek pontos és konzisztens értelmet adjon és ezzel a határérték fogalmát matematikai eszközökkel megragadhatóvá, kezelhetővé tegye.
Attól függően, hogy milyen matematikai objektumok sorozata esetén beszélünk konvergenciáról, kissé eltér egymástól a
- számsorozat,
- normált térbeli vektorsorozat,
- metrikus térbeli pontsorozat
- topologikus pontsorozat, illetve a
- függvénysorozat

konvergenciájának definíciója.
Általános intuitív definíció: az (an) sorozat konvergens és az A elemhez konvergál, ha az A elem akármilyen kicsi környezetét is vesszük, egy N(ε) küszöbindextől elkezdve a sorozat minden eleme benne van ebben a kicsi környezetben.

## Számsorozat konvergenciája
{\displaystyle K} rendezett test
{\displaystyle a_{n}\in K,n\in \mathbb {N} } mely szerint {\displaystyle a\ } tehát {\displaystyle K\ } elemeiből alkotott sorozat
ha a következő teljesül:
{\displaystyle \exists {\alpha \in K}\ \forall {\epsilon >0}\ \exists n_{0}\in \mathbb {N} \ \forall n\in \mathbb {N} :(n>n_{0}\Rightarrow \mid a_{n}-\alpha \mid <\epsilon )}
akkor a sorozat konvergens, határértéke {\displaystyle \alpha \ } tehát:
{\displaystyle \lim _{n\to \infty }a_{n}=\alpha }

## Valós számsorozatok konvergenciája
A (xn) valós számsorozat konvergens, ha létezik olyan x valós szám, hogy minden {\displaystyle {\epsilon >0}} (valós) számhoz található olyan {\displaystyle n_{0}\in \mathbb {N} } küszöbszám, hogy ha {\displaystyle n>n_{0}}, akkor {\displaystyle |x_{n}-x|{<\epsilon }}. Ekkor ezt az x értéket a sorozat határértékének hívjuk.

## Valós szám-n-esek sorozatának konvergenciája
A valós pontsorozatok konvergenciájának definíciója a valós számsorozatok definíciójához hasonló.
Az (xn) valós pontsorozat konvergens, ha létezik olyan x pont, hogy minden {\displaystyle {\epsilon >0}} (valós) számhoz található olyan {\displaystyle n_{0}\in \mathbb {N} } küszöbszám, hogy ha {\displaystyle n>n_{0}}, akkor {\displaystyle |x_{n}-x|{<\epsilon }}, ahol a kivonás koordinátánként értendő. Ekkor ez az x pont a sorozat határértéke.
A valós pontsorozat pontosan akkor konvergens, ha egyes koordinátáinak sorozata konvergens, mint valós számsorozat.

## Komplex számsorozatok konvergenciája
A (zn) komplex számsorozat konvergens, ha létezik olyan z komplex szám, hogy minden {\displaystyle {\epsilon >0}} (valós) számhoz található olyan {\displaystyle n_{0}\in \mathbb {N} } küszöbszám, hogy ha {\displaystyle n>n_{0}}, akkor {\displaystyle |z_{n}-z|{<\epsilon }}. Ekkor ezt a z értéket a sorozat határértékének hívjuk. Egy komplex számsorozat konvergens pontosan akkor, ha az elemek valós, illetve képzetes részéből vett valós számsorozat külön-külön konvergens.

## Konvergencia metrikus téren
Legyen (X, d) egy metrikus tér. Az {\displaystyle x_{n}\in X} sorozat konvergens, ha létezik olyan {\displaystyle x\in X} elem, hogy minden {\displaystyle {\epsilon >0}} számhoz található olyan {\displaystyle n_{0}\in \mathbb {N} } küszöbszám, hogy ha {\displaystyle n>n_{0}}, akkor {\displaystyle d(x_{n},\ x){<\epsilon }}.

## Konvergencia topologikus téren
Topologikus téren a konvergencia a metrikus térhez hasonlóan definiálható; metrika hiányában azonban környezetekre kell hagyatkoznunk.
Legyen (X, Ω) egy topologikus tér. Az {\displaystyle x_{n}\in X} sorozat konvergens, ha létezik olyan {\displaystyle x\in X} pont, hogy x minden B környezetéhez található olyan {\displaystyle n_{0}\in \mathbb {N} } küszöbszám, hogy ha {\displaystyle n>n_{0}}, akkor {\displaystyle x_{n}\in B}.
Ahol is az x pont környezetei azok a B halmazok, amikre {\displaystyle B\in \Omega }, és {\displaystyle x\in B}.

## Példák
{\displaystyle {n\in \mathbb {N} },{a_{n}\in \mathbb {R} }}
{\displaystyle a_{n}={1 \over n}}
ennek a sorozatnak a határértéke 0.
{\displaystyle a_{n}={n \over n+1}}
ennek a sorozatnak a határértéke 1.
{\displaystyle a_{n}=\left({n+1 \over n}\right)^{n}}
ennek a sorozatnak a határértéke {\displaystyle e} (Euler-féle szám) (Euler után, közelítőleg 2,71828).